# First Ladies National Historic Site
Le First Ladies National Historic Site est une aire protégée américaine à Canton, dans l'Ohio. Créé le 11 octobre 2000, ce site historique national commémore les Premières dames des États-Unis. Il est inscrit au Registre national des lieux historiques depuis le 31 janvier 2001.